# 偶像大師 百萬人演唱會！角色列表
偶像大師 百萬人演唱會！登場角色列表是列出GREE运营的卡片游戏《偶像大師 百萬人演唱會！》及延伸续作音乐节奏游戏《偶像大师 百万人演唱会！剧场时光》主要登场角色和介绍。

## 概述
“偶像大師 百萬人演唱會！”主要包括了主系列偶像大师的13名偶像角色，本系列卡片游戏的37名偶像角色，再加上音乐节奏游戏的2名新偶像角色，共52名偶像角色组成。角色“音无小鸟”则作为卡牌游戏中玩家的支援角色登场（身份为事务所的事务员），而在音乐节奏游戏中则由“青羽美咲”当担支援角色（身份为剧场的事务员）。
本系列作品中37名新加入的偶像角色被称为“765THEATER ALLSTARS”（下面简称为“剧场组（シアター組）”），与主系列的13名偶像角色（称为“765PRO ALLSTARS”，下面简称为“AS组”）合称为765 MILLIONSTARS。
对于50人作为前辈和后辈们一起活动的原因，本游戏系列的总制作人是如此解释。
|                                                                                            | “偶像大师”系列之所以每次都推出大量的角色，主要是因为“每个人的喜好都有不同”嘛。无论是765PRo的前辈，或者“灰姑娘”系列，都是这样。“Million Live！”这边50多个角色，无论如何总能找到自己最喜欢的角色个性吧。（笑）所以最初开始设计角色们的具体角色设定时，就要考虑是50多人的规模。 |
| ——坂上阳三，偶像大师系列监督制作人，《THE IDOLM@STER MILLION LIVE! MAGAZIN》vol.1，p11~p12 | |

虽然有强调角色个性，但是50人仍然围绕着“团结”这个目标为核心，所以每次游戏中活动事件都是以团体来参与各种游戏内活动事件。
在音乐节奏游戏中，继承了GREE的卡牌游戏的角色关系，并确立了剧场组成员（加上新加入的2名偶像角色）与AS组为后辈与前辈的关系。

## 765THEATER ALLSTARS
以下为“百萬人演唱會！”系列游戏首次登场的主要角色。

### 概述
本游戏有两组对偶像属性的分类，分别为“GREE”卡牌游戏和“剧场时光”音乐节奏游戏，本列表以“GREE”为排序基准。
| 代表色   |                |             |              |
| -------- | -------------- | ----------- | ------------ |
| GREE     | Vocal（Vo）    | Dance（Da） | Visual（Vi） |
| 剧场时光 | Princess（Pr） | Fairy（Fa） | Angle（An）  |

| 中文姓名          | 日文姓名 | 代表色 | 生日     | 年龄 | 血型 | 身高 | 体重 | 三围 | 三围 | 三围 | 声优       | 属性   | 属性     |
| 中文姓名          | 日文姓名 | 代表色 | 生日     | 年龄 | 血型 | 身高 | 体重 | B    | W    | H    | 声优       | GREE   | 剧场时光 |
| ----------------- | -------- | ------ | -------- | ---- | ---- | ---- | ---- | ---- | ---- | ---- | ---------- | ------ | -------- |
| 春日未来          |          |        | 6月28日  | 14   | O    | 156  | 42   | 78   | 54   | 77   | 山崎遥     | Vo     | Pr       |
| 木下日向          |          |        | 7月4日   | 14   | O    | 146  | 39.5 | 74   | 55   | 78   | 田村奈央   | Vo     | An       |
| 茱莉亚            |          |        | 9月26日  | 16   | O    | 157  | 43   | 79   | 54   | 80   | 爱美       | Vo     | Fa       |
| 高山纱代子        |          |        | 12月29日 | 17   | A    | 156  | 42   | 82   | 55   | 80   | 駒形友梨   | Vo     | Pr       |
| 田中琴叶          |          |        | 10月5日  | 18   | A    | 157  | 44   | 79   | 55   | 78   | 种田梨沙   | Vo     | Pr       |
| 天空桥朋花        |          |        | 11月11日 | 15   | AB   | 156  | 41   | 80   | 56   | 79   | 小岩井小鸟 | Vo     | Fa       |
| 箱崎星梨花        |          |        | 2月20日  | 13   | O    | 146  | 37   | 74   | 54   | 76   | 麻仓桃     | Vo     | An       |
| 松田亚利沙        |          |        | 6月7日   | 16   | AB   | 154  | 40   | 81   | 54   | 80   | 村川梨衣   | Vo     | Pr       |
| 最上静香          |          |        | 9月14日  | 14   | A    | 162  | 44   | 76   | 53   | 77   | 田所梓     | Vo     | Fa       |
| 望月杏奈          |          |        | 5月31日  | 14   | AB   | 152  | 41   | 78   | 53   | 79   | 夏川椎菜   | Vo     | An       |
| 矢吹可奈          |          |        | 8月18日  | 14   | A    | 155  | 43   | 77   | 54   | 76   | 木户衣吹   | Vo     | Pr       |
| 艾米莉·斯图亚特   |          |        | 1月8日   | 13   | A    | 156  | 41   | 74   | 54   | 76   | 郁原由宇   | Da     | Pr       |
| 大神环            |          |        | 4月29日  | 12   | B    | 147  | 39   | 76   | 51   | 77   | 稻川英里   | Da     | An       |
| 北上丽花          |          |        | 5月17日  | 20   | A    | 164  | 47   | 84   | 58   | 84   | 平山笑美   | Da     | An       |
| 高坂海美          |          |        | 8月10日  | 16   | O    | 155  | 45   | 82   | 57   | 84   | 上田丽奈   | Da     | Pa       |
| 佐竹美奈子        |          |        | 3月22日  | 18   | O    | 158  | 45   | 86   | 54   | 82   | 大关英里   | Da     | Pa       |
| 岛原埃琳娜        |          |        | 10月26日 | 17   | B    | 160  | 47   | 85   | 58   | 86   | 角元明日香 | Da     | An       |
| 永吉昴            |          |        | 9月20日  | 15   | B    | 154  | 41   | 79   | 59   | 78   | 齊藤佑圭   | Da     | Fa       |
| 野野原茜          |          |        | 12月3日  | 16   | AB   | 150  | 42   | 80   | 58   | 79   | 小笠原早纪 | Da     | An       |
| 马场木实          |          |        | 6月12日  | 24   | A    | 143  | 37   | 75   | 55   | 79   | 高桥未奈美 | Da     | An       |
| 福田法子          |          |        | 3月30日  | 18   | A    | 164  | 48   | 87   | 58   | 87   | 濱崎奈奈   | Da     | Pr       |
| 舞濱步            |          |        | 7月23日  | 19   | A    | 158  | 49.9 | 86   | 60   | 88   | 户田惠美   | Da     | Fa       |
| 真壁瑞希          |          |        | 1月27日  | 17   | B    | 160  | 43   | 73   | 54   | 77   | 阿部里果   | Da     | Fa       |
| 百濑莉绪          |          |        | 11月21日 | 23   | A    | 168  | 46   | 84   | 57   | 84   | 山口立花子 | Da     | Fa       |
| 横山奈绪          |          |        | 2月12日  | 17   | O    | 159  | 46   | 84   | 57   | 83   | 渡部优衣   | Da     | Pr       |
| 伊吹翼            |          |        | 7月30日  | 14   | B    | 158  | 43   | 85   | 52   | 82   | Machico    | Vi     | An       |
| 北泽志保          |          |        | 1月18日  | 14   | A    | 161  | 46   | 83   | 56   | 84   | 雨宫天     | Vi     | Fa       |
| 篠宫可怜          |          |        | 8月27日  | 16   | AB   | 159  | 48   | 90   | 59   | 90   | 近藤唯     | Vi     | An       |
| 周防桃子          |          |        | 11月6日  | 11   | B    | 140  | 35   | 73   | 53   | 74   | 渡部惠子   | Vi     | Fa       |
| 德川茉莉          |          |        | 2月4日   | 19   | AB   | 163  | 44   | 85   | 59   | 85   | 诹访彩花   | Vi     | Pr       |
| 所惠美            |          |        | 4月15日  | 16   | O    | 159  | 47   | 88   | 56   | 85   | 藤井幸代   | Vi     | Fa       |
| 丰川风花          |          |        | 9月2日   | 22   | O    | 162  | 51   | 93   | 63   | 91   | 末柄里惠   | Vi     | An       |
| 中谷育            |          |        | 12月16日 | 10   | B    | 142  | 37   | 72   | 52   | 73   | 原嶋燈     | Vi     | Pr       |
| 七尾百合子        |          |        | 3月18日  | 15   | B    | 154  | 41   | 78   | 56   | 80   | 伊藤美来   | Vi     | Pr       |
| 二阶堂千鹤        |          |        | 10月21日 | 21   | B    | 165  | 50   | 85   | 58   | 86   | 野村香菜子 | Vi     | Fa       |
| 宫尾美也          |          |        | 4月24日  | 17   | O    | 156  | 46   | 84   | 58   | 83   | 桐谷蝶蝶   | Vi     | An       |
| Roco （伴田路子） |          |        | 3月1日   | 15   | AB   | 154  | 42   | 78   | 57   | 77   | 中村溫姬   | Vi     | Fa       |
| 樱守歌织          |          |        | 3月27日  | 23   | O    | 165  | 47   | 88   | 58   | 85   | 香里有佐   | 不適用 | An       |
| 白石紬            |          |        | 5月29日  | 17   | AB   | 160  | 45   | 82   | 56   | 83   | 南早纪     | 不適用 | Fa       |

### Vocal
春日未来（声优：山崎遥）
出身于东京都，兴趣为收集可爱的发夹，特技为唱歌，喜欢演唱会。
活泼乐观，对偶像充满渴望的女孩。成为偶像的契机是由于一个朋友让她去了一场偶像音乐会，之后受到感动，而放弃原来的社团活动，投身于偶像活动。对各种事物十分积极，不过性格有点冒失而偶然会有小意外，但是会为周围紧张的人们注入轻松的活力。
其姓名除了符合本系列以往使用日本军舰名之外，其中“春日”包含了本主系列765Pro偶像天海春香的“春”字和876Pro偶像日高爱的“日”字，而“未来”则是本系列名称“MILLION LIVE!”的近似读音。
有时会记错自己的生日为6月27日，而这正是其声优的生日。
木下日向（声优：田村奈央）
出身于北海道，兴趣为园艺，特技为猜天气，喜爱奶奶。
为了成为偶像而从乡村来到东京的女孩。有着独特的口音，為人和善、誠實、樸素、純潔、天真，能治愈周围的人。家乡的父母会经常寄些新鲜的蔬菜到事务所，深受大家的喜爱。
初始卡牌衣服原来是苹果的图案，加上其喜欢苹果，角色设计造型又十分相像苹果，在没公开出身地时有被误会为青森县（青森县的特产是苹果），而另一方面从其寄蔬菜的箱子和口音带有北海道方言用词，也有推测为北海道，最终在“剧场时光”中确定为北海道人，而其为了避免误会，设定中其将衣服的图案改为猫。
茱莉亚（Julia，声优：爱美）
出身于福冈县，特技为弹吉他，喜好为朋克摇滚。
误打误撞来765Pro以为是能成为朋克摇滚歌手的，但是出于厌恶半途而弃，而选择了继续成为一名偶像。虽然不熟悉其他音乐风格，但还是对音乐投入很大的热情，不仅限于摇滚乐，力求做到尽善尽美。对可爱的服饰不太能接受。
“茱莉亚”并非其本名，其本人非常顾忌被人说出其本名。
高山纱代子（声优：駒形友梨）
出身于茨城县，兴趣为养刺猬，特技为睡一晚就恢复精神，喜欢朋友和同伴。
看上去是带着眼镜的平静女生，实际上是相当热血，做事会全身心投入，全力以赴的人。对自己的外貌并不太自信，尤其认为自己的眼镜是软弱的象征，所以表演时会脱掉眼镜表现自己的强势。相信“努力定有回报”。
视力很差，脱了眼镜就看不清东西。在“剧场时光”中表现她也很喜欢鲷鱼烧。
田中琴叶（声优：种田梨沙）
出身于东京都，兴趣为洗澡，特技为击剑，喜爱冰淇淋。
严肃且彬彬有礼，认真对待任何事的女生。从小就对成为偶像相当刚兴趣并以此为目标，在中学和高中时都有参加戏剧组。
在学校中是优等生般的完美守序形象，但也会过于谦虚，对于自己的理想和实际能力的差距仍有所忧虑，但在同伴们的帮助下努力奋斗。
与所惠美和岛原埃琳娜十分相好。
天空桥朋花（声优：小岩井小鸟）
出身于东京都，兴趣为给粉丝带来欢乐，特技为吵架和日常礼仪，喜欢可爱的扇子。
十分受人们喜爱的女生，但其兴趣则是指引他们。她称呼自己的粉丝为“小猪崽子（子豚ちゃん）”，有种洋溢着浓厚的S气息。说话很温柔，但言语间内容十分强硬。对于特定的亲卫队式粉丝团有另一个称呼“天空骑士团（天空騎士団）”。另一方面，也会对其他偶像们和粉丝表现关心的一面。。
箱崎星梨花（声优：麻仓桃）
出身于东京都，兴趣为小提琴，特技为敏捷犬障碍赛，喜爱红茶和饼干。
天真无邪的富家大小姐，自小就是錦衣玉食、悉心養育的生活，不懂世事，犹如生活在温室中的纯真乖宝宝，有时会问出一些难以回答或者对于平常人是生活常识的问题。知道自己少不更事，所以也很努力去学习和求问，性格十分乐观积极，富有探索精神。养有一只叫“儒尼奧爾（ジュニオール）”的邊境牧羊犬。
经常提起自己的父亲，而其父亲起初也很担心星梨花，不过见其十分享受唱歌和跳舞的偶像生活，所以也乐在其中。
松田亚里沙（声优：村川梨衣）
出身于东京都，兴趣为收集偶像的数据，特技为识破偶像的伪装，喜欢家庭餐厅的点心。
一个对追星十分狂热的少女，以“为了更好地贴近偶像而成为偶像”为目标。十分喜欢和研究偶像，会将各种收集到的偶像信息做成一个偶像数据库，以里面的数据作为自己成为理想偶像的模板。
由于自己也是追星族，所以也理解粉丝的心情，对粉丝也格外亲切。
最上静香（声优：田所梓）
出身于埼玉县，兴趣为网球，特技为钢琴，喜欢乌冬面。
十分成熟坚毅的女孩，本作中心人物之一，经常和未来一起相处。讨厌被当成小孩，对于被大人帮助或照顾有强烈的不满，也毫不掩饰表现对制作人的不信任和抗拒。虽然如此，对偶像同伴也会展现出重视友情的伙伴意识，有时候也能进行亲热的普通交谈。经常和未来与翼作为一个青少年组固定组合看待。喜欢乌冬面，画画水平不太好但本人不自知。
和父亲关系紧张，而且成为偶像似乎是为了急于向家里证明自己的能力。
名称同样符合本系列以往使用日本军舰名取名。
望月杏奈（声优：夏川椎菜）
出身于神奈川县，兴趣为网络游戏，特技为打字，喜欢可爱的东西。
平时是十分害羞、沉默寡言、穿着带有兔儿帽服装的懒洋洋少女，搭话时总是带有停顿；但一旦登台表演就会转换为“觉醒模式”，十分开朗活跃，变得健谈和乐于与粉丝交流，与平时反差明显。之后其解释为这是她对理想中偶像的印象而所努力的表演。也由于是表演，本身体能也不足，所以偶然会在途中突然失去掌控而要小心掩盖。
喜欢玩电子游戏而且玩得十分了得，在某个网络游戏中的网名为“vivid_rabbit”，而且十分有名。曾经和玩家“lilyknight”合作打通关卡，在线下见面后得知是偶像同伴百合子并成为挚友。
矢吹可奈（声优：木户衣吹）
出身于神奈川县，兴趣为唱歌，特技为合唱，喜欢在屋顶唱歌。
积极乐观，十分喜欢唱歌并喜欢即兴演唱的少女，虽然歌喉仍然不好，但仍为此努力练习改进。擅长乐器演奏，尤其是吹奏铜管乐，在学校参与合唱社团。在卡牌游戏中设定崇拜的目标是如月千早，在剧场电影版后设定为天海春香，音乐节奏游戏中为了保持剧情一致，则是同时崇拜千早和春香。

### Dance
艾米莉·斯图亚特（Emily Stewart，声优：郁原由宇）
出身于英国，兴趣为玩骨牌，特技为日本舞踊，喜欢抹茶。
以成为大和抚子为目标的女孩。出身于英国但由于在父母的影响下，十分熟练日语。十分热爱日本传统文化，梦想成为大和抚子，但认为成为偶像就是成为大和抚子，而且对日本文化的了解十分古风，用语都是无外来语，与年龄不符的复杂单词。“剧场时光”中揭示了父亲为外交官。
因为喜欢日本文化，也喜欢亲近德川或白石。
大神环（声优：稻川英里）
出身于香川县，兴趣为探险，特技为扔石子、打水漂，喜爱游乐场。
纯洁活泼，十分野性的女孩。将765Pro的同伴们视为家人一样，称呼制作人为“老大（おやぶん）”。经常和偶像们中的小学生们一起出去游玩，喜欢战队系列的红色队员。对工作不太了解，但仍乐于其中。
北上丽花（声优：平山笑美）
出身于长野县，兴趣为登山，特技为大肺活量，喜爱为兜风。
天然又具有独立个性的少女，擅长唱歌。由于有这独特的感觉，所以会做出一些超乎年龄的独特行动。会没恶意地称呼制作人为“The 普通的人（ザ 普通の人）”。似乎因此缺少紧张和焦虑感，所以在登台演出时也能冷静应对。虽然算是偶像中的大人，但是不太会阻止环的恶作剧而会被琴叶生气地批评。
肺活量很好，登山似乎也进一步提升其这优势，能很好地应用到唱歌当中，不过不太擅长吹奏乐器，会被同伴们认为只是在用力地吹出噪音。
高坂海美（声优：上田丽奈）
出身于千叶县，兴趣为抱石，特技为摆出常人做不出的姿势，喜欢跳舞。
活跃又情绪高昂的女生。体力很好，也特别喜欢活动身体，不太喜欢做动脑子这种细致的事，而是不拘小节地勇往直前。对自己的腿部曲线比较自信，但对上身就缺乏自信。同伴都喜欢称呼其叫“海美美（Umimi）”。经常和年少的偶像们玩在一起。有个是职业芭蕾舞演员的姐姐，跳舞的喜好和拥有柔韧的体魄也是源于对姐姐的憧憬。
佐竹美奈子（声优：大关英里）
出身于东京都，兴趣为格斗游戏，特技为料理，喜爱和朋友煲电话粥。
性格开朗有活力，爱照顾人的女生。家里开中华料理店，所以擅长做饭，经常在剧场内作出大量饭菜给偶像同伴们吃。十分关系和照顾制作人的身体情况，经常担心会饿坏制作人而制作大量食物给制作人吃。喜欢别人胖胖的身材，所以做出来的饭菜分量远超一个人的。
岛原埃琳娜（声优：角元明日香）
出身于巴西，兴趣为派对，特技为跳桑巴，喜爱让大家都闹起来。
聪明又有活力，经常保持笑容的女生。出生于巴西，6岁后才来到日本，不会葡萄牙语。十分擅长制造气氛，令周围的人情绪高涨。十分随心所欲。擅长足球。
和田中琴叶与所惠美十分相好。
永吉昴（声优：齐藤佑圭）
出身于东京都，兴趣为棒球，特技为打出变化球，喜爱为偶像。
打扮十分假小子，擅长棒球的少女。家人为了让其更像女生而让其参加成为偶像。对于自己不修边幅不太在意，但是还是想当一个女孩子气的可爱偶像，所以对于自己的措辞和着装打扮等十分苦恼。家里有4个哥哥。
野野原茜（声优：小笠原早纪）
出身于埼玉县，兴趣为跳着走，特技为单排轮滑鞋，喜爱为布丁。
自信满满，十分活跃的女孩。经常叽叽喳喳的，虽然有点烦人，但如果直接说她烦的话会很伤心。看上去并非不明事理，而十分聪明灵活的人。
在游戏的世界中，经常会出现以其形象为原型的茜玩偶。
马场木实（声优：高桥未奈美）
出身于山口县，兴趣为美剧鉴赏，特技为麻将，喜爱为日本酒。
本系列年龄最大的但身高为倒数第三高的大人。虽然总想表现出成熟大人的韵味，但是都会因为身高而当成小学生对待，而被剧场的其他成员调戏和喜爱。由于年龄最大，也会很照顾其他年少的同伴。
有个正常身高的妹妹。起初应聘的是事务员的职务，但被765Pro的事务员偷偷调换到偶像应聘中，之后顺势接受。
福田法子（声优：滨崎奈奈）
出身于东京都，兴趣为格斗技观战，特技为开摩托车，喜爱为烤肉。
性格直率開朗聪明，喜欢看职业摔跤比赛和骑摩托的少女。虽然拥有十分豪邁的愛好，但仍渴望成为可爱，受大家欢迎的少女偶像。不太擅长纤细的家务活。
有辆名为“克勞薩號（クラウザー号）”的摩托爱车。
舞濱步（声优：户田惠美）
出身于爱媛县，兴趣为购物，特技为跳舞，喜爱为芥末。
喜欢跳舞，十分自信活跃少女。性格開朗率直，常常行动先于思考。高中时期曾经在美国留学学习跳舞。虽然擅长舞蹈，但是除了跳舞之外的体育运动都不行，其中包括游泳，而且还有畏高症。
由于经常跳舞，所以身材健魄。虽然留学过美国，但英语不太好，主要靠肢体语言和感觉来交流。头发有一小束挑染。卡牌游戏中设定为高中后一直做闲职偶像，在节奏游戏中则改为是大学生。
真壁瑞希（声优：阿部里果）
出身于神奈川县，兴趣为变魔术，特技为舞棒，喜爱为纵横填字字谜。
十分沉默有个性的少女。平时总是面无表情，不擅长笑，即使她尽力也很难挤出笑容，但内心感情十分丰富，每天也努力想改变自己的面无表情。认真又很有个性，有点我行我素的魅力，感受豐富敏銳，且十分手巧。
有些卡牌中会伴随有一只和她样子相仿的小偶人，不像她本人，更为敢言活泼。
百濑莉绪（声优：山口立花子）
出身于广岛县，兴趣为瑜伽练习，特技为化妆，喜爱为可爱又性感的衣服。
本系列年龄第二年长的大人之一，身材十分苗条。以自己的身材而自豪，所以着装会经常十分性感和有吸引力。虽然是美女，但由于性格过于直率，所以反而不太受男孩子欢迎。和马场木实关系十分好，经常一起去喝酒。
横山奈绪（声优：渡部优衣）
出身于大阪府，兴趣为澡堂，温泉，特技为精力旺盛，喜爱为和朋友聊天。
十分活跃，健谈的大阪女孩。有关西口音，而且不太擅长用标准语交谈。有些笨拙，不太会吐槽别人。总是感到饥饿，随身带着零食吃，所以也和佐竹美奈子关系不错。
有个当足球员的哥哥。

### Visual
伊吹翼（声优：Machico）
出身于东京都，兴趣为制定玩的计划，特技为猜拳，喜欢牛排。
经常和未来与静香在一起的中心人物，拥有迷人身材和天赋的少女。成为偶像的原因是为了拥有有趣的生活，能够穿上时髦的衣服、像大人那样化妆、和别人约会般出去看电影等。十分在意同时代的男生的反应，但对于浪漫的幻想还十分幼稚，经常邀请制作人和她约会。在上场表演时十分专注，有着很强的舞蹈实力。十分憧憬星井美希，并希望成为像美希般的偶像。
名称同样符合本系列以往使用日本军舰名取名。
北泽志保（声优：雨宫天）
出身于东京都，兴趣为寻找心仪的连环画，特技为记忆力，注意力高，喜爱布质动物玩偶。
比同龄人更为坚定和成熟的女孩，个人主义者，总是保持特立独行，与其他人保持一定距离，认为要靠自己的实力成为顶级偶像。与静香关系不太好，偶然会有争执，对一些不认真的偶像也会有些冲突。对于演技的学习以及角色的塑造有非同寻常的热情，但是身体质素还是不能很好地搭配其想法。虽然平时性格有些高傲，但是也喜欢像绘本、布娃娃等东西。
母亲是单亲，有一个弟弟，对家人很关心。
篠宫可怜（声优：近藤唯）
出身于东京都，兴趣为香薰，特技为扑克脸，喜爱洗澡。
外表华丽，但是性格非常懦弱和十分怕生。对自己缺乏信心，容易消极。虽然如此，但为了改变自己懦弱的性格而成为偶像，并为此而努力。。感官很好，尤其是嗅觉。
周防桃子（声优：渡部惠子）
出身于东京都，兴趣为收集可爱的贴纸，特技为表演与熟记台词，喜爱薄煎饼。
很小的时候就已经出道演艺界的前辈。对自己的事业和实力非常自信，也经常说出一些豪言壮语，而且由于年少就经历了很多演艺圈的遭遇，所以有时会表现出不同于同龄人的成熟。对制作人非常挑剔严肃和不信赖，但相熟后会敞开心扉，对制作人开始抱有尊敬和信赖，称呼制作人为“哥哥（お兄ちゃん）”。作为演艺圈的前辈，十分熟练记背台词，工作准时出席。偶然会流露出11岁小孩该有的童真。
本系列中最矮的，常备踏脚台用来站着说话，视为“与大人交锋的道具”，当不见了踏脚台时会慌张地寻求制作人的帮助，显露出符合年龄的可爱一面。和年龄相仿的中谷育十分友好。
德川茉莉（声优：诹访彩花）
出身于爱知县，兴趣为收集漫画，特技为表演，喜好有烤棉花糖、海牛。
有点天然和有自己独特风格的少女。第一人称为「茉莉」（まつり）、「公主」（姫）或「茉莉公主」（まつり姫）；有的口癖或者将一些单词读成带有“Ho”的音节；会将剧场称呼为“城堡”。虽然看上去好像有点随意，但相熟后实际上是十分聪明、体贴、成熟，懂得照顾朋友的人，而且第一人称也会变回“我”。有一个妹妹。
经常声称自己不相熟某项技能，但实际表现上能非常出色。喜好中虽然有“烤棉花糖”，但在卡牌游戏和节奏游戏的四格漫画中表现出并非如此。
所惠美（声优：藤井幸代）
出身于埼玉县，兴趣为卡拉OK，特技为记住别人的生日，喜爱为朋友。
十分追求潮流的友善辣妹。对人很友好，经常会不好拒绝别人的要求。有为同伴着想的性格，会十分留意别人和整体的情况。
和田中琴叶与原埃琳娜十分相好。
丰川风花（声优：末柄里惠）
出身于千叶县，兴趣为献血，特技为憋气，喜爱为猫。
非常温和友善，剧场中少数比较有常识的的大人。原来的职业是护士，会关心同伴和制作人的身体情况，由于职业原因，也爱献血。巨乳，是本系列最大的，本身希望成为正统派的偶像，但是由于性格老好人，加上身材的原因，经常被安排出演些性感的角色，甚至已经影响到她不自觉地也会表现出情色姿势。
中谷育（声优：原嶋燈）
出身于东京都，兴趣为动画片鉴赏，特技为早起，喜爱为妈妈。
十分聪明可爱的小女孩。讨厌被人当成小孩子，所以有点要强，十分积极参与偶像工作，希望成为顶级偶像，工作遇到挫折时也会感到懊悔。同样喜欢动画，期待与动画的声优见面。
与同样要求的周防桃子十分友好。
七尾百合子（声优：伊藤美来）
出身于东京都，兴趣为看书，特技为转笔，喜爱为牡丹饼。
性格开朗的文学少女，十分喜欢读书和享受书中世界，和别人分享读书经历，去书店或图书馆看书。体力一般，不太擅长舞蹈训练，虽然如此但会努力去参与。有时候会突然不顾场合地幻想起书中世界而表现到现实世界中，说出一些书中世界的妄想台词或表现出脱线行为，其中比较出名的自称为“风之战士（風の戦士）”，被其他人称为“图书馆的爆走特急（図書室の暴走特急）”和认为有中二病倾向。
在某个网络游戏中的网名为“lilyknight”，曾经和“vivid_rabbit”合作过，在线下活动得知为偶像同伴杏奈而成为好友。
二阶堂千鹤（声优：野村香菜子）
出身于东京都，兴趣为在咖啡店看时装杂志，特技为不会忘记人的名字和长相，喜爱为被憧憬的目光注视。
努力于成为顶级偶像的大学生，衣着和言语总是表露出高贵大小姐般的气息，喜欢女王三段笑但最终笑着会呛着咳嗽。虽然言语有大小姐般的气息，但内容总是掺杂着平民生活的言行，而且有时十分熟悉家务和照顾年少的同伴。
在卡牌游戏故事剧情中，有暗示其的确是装扮成大小姐，家里是商店街的肉店，有时会带可乐饼到剧场给同伴们分享。弥生知道她家的情况，剧场也只有少部分同伴仍然相信她是大小姐的演出。有一个哥哥。在改编漫画中表明了是因为大学同学认为她的姓氏很特殊而以为是贵族家庭，为了满足期盼而只好扮演相应的身份。
宫尾美也（声优：桐谷蝶蝶）
出身于东京都，兴趣为围棋、将棋，特技为视力高，喜爱为三明治。
有着粗眉毛和波浪卷发的女孩。脾气温和，性格有少许猫的特色，有点我行我素，说话时会又拖长调的口吻。只要闭上眼睛，3秒以内就能睡着。
喜欢蝴蝶。也喜欢下棋，所以也很受老爷爷们的喜爱。
Roco/伴田路子（ROCO/Handa Roco，声优：中村温姬）
出身于东京都，兴趣为做东西，特技为闭着眼睛也能走路，喜欢鸽子。
以“偶像就是艺术家”为目的而努力的女孩，有着高超的艺术手艺，动手能力不弱。经常用片假名掺杂着英文来说出类似艺术术语来，但似乎不完全明白这些单词是什么，有时候会暴露出用了日文。
在卡牌游戏的卡牌中，标记名称为，同时也是她的己称，但罗马字则标记为“Handa Roco”，而一些官方出版物中则标明汉字真名为“伴田路子”，但讨厌别人念出她的真名。四条贵音曾经读错了它的名字，而二阶堂则成为“Coro（コロちゃん）”，都被她讨厌和纠正。瑞希则称她为而没被纠正。

### “剧场时光”独有
樱守歌织（声优：香里有佐）
出身于东京都，兴趣为骑马，特技为合唱、高尔夫，喜爱为小孩子、西式甜点。
衣着打扮细致的音乐老师，父亲是自卫队官员，所以有在自卫队的音乐队中演奏的经验，被称为“自卫队的歌姬（自衛隊の歌姫）”，而被制作人发掘。
性格温柔成熟，喜欢照顾小孩子，有着姐姐般的形象，也喜欢教偶像同伴们音乐。和百濑莉绪交好。
白石䌷（声优：南早纪）
出身于石川县，兴趣为庭院、和式甜品店探访，特技为替人穿和服、三味线，喜爱为和式糖果。
有点严肃的大和抚子般的女生，老家在金泽经营和服店，在制作人一次借和服的时候留意到并招募而来。
虽然有点严肃，实际上性格有点自卑，社交能力一般，又为自己的迟钝而感到羞耻，所以总是露出辛辣发言和要强行为。对大城市生活不太习惯。

## 765PRO ALLSTARS
主系列中765Pro的13名偶像都在本游戏系列中登场。
| 姓名     | 卡牌游戏 | 节奏游戏 |
| -------- | -------- | -------- |
| 天海春香 | Vo       | Pr       |
| 如月千早 | Vo       | Fa       |
| 萩原雪步 | Vi       | Pr       |
| 高槻弥生 | Da       | An       |
| 秋月律子 | Vi       | Fa       |
| 水濑伊织 | Vo       | Fa       |
| 三浦梓   | Vo       | An       |
| 双海亚美 | Vi       | An       |
| 双海真美 | Vi       | An       |
| 菊地真   | Da       | Pr       |
| 星井美希 | Vi       | An       |
| 四条贵音 | Vo       | Fa       |
| 我那霸响 | Da       | Pr       |

秋月律子作为偶像身份，而“双海”双子作为两个单独偶像角色参与。

## 其他人物

### 与765Pro相关
制作人（配音：中村源太（电视动画））
玩家所操作的角色。在多个作品（包括漫画作品）中有多个形象。
TV版制作人（配音：赤羽根健治）
主系列电视动画的765Pro制作人，作为玩家的前辈。
高木顺二郎（配音：大塚芳忠）
765Pro社长。
音無小鸟（配音：瀧田樹里）
765Pro事务所的业务员，卡牌游戏的引导角色，在节奏游戏有时也会担当剧场的业务员，在卡牌游戏中有作为偶像培养素材的训练材料卡牌。
青羽美咲（配音：安济知佳）
20岁，生日为6月29日，出身于种子岛。
765Pro剧场的业务员，节奏游戏的引导角色。性格有点天然冒失，因为憧憬服装设计，高校毕业后到东京就读短期大学课程，然后就加入765事务所工作。有个从事宇航工作的姐姐。
摄影师/早坂空（配音：杉山里穗（电视动画））
兴趣为旅行，特技为跑步，喜爱散步。
765Pro的女性摄影师，经常出现在卡牌游戏的工作或者卡牌中背景中。
2015年愚人节活动作为Ex卡牌出现，而具体的信息也在此出现。
高槻霞
高槻弥生的妹妹，2014年愚人节活动作为Ex卡牌出现，除了年龄外，其他信息没公开。

### 对手、嘉宾角色
黑井崇男（配音：子安武人）
961Pro社长，视765Pro为死敌。
玲音（配音：茅原实里）
ONE FOR ALL中登场的961Pro对手角色。
在卡牌游戏中的2016年10月21日~30日游戏活动中登场，之后作为Ex卡牌出现。
在音乐节奏游戏中的2019年11月27日追加活动登场，与诗花类似，作为Ex卡牌出现。
诗花（配音：高桥李依）
星光舞台中登场的961Pro对手角色。
在音乐节奏游戏中作为发行一周年活动中登场，之后作为Ex卡牌出现。

### 与346Pro相关
一之瀨志希（配音：蓝原琴美）、 宮本·芙蕾德莉卡（配音：高野麻美）
与《偶像大師 灰姑娘女孩 星光舞台》的联动活动，以组合“Lazy Lazy”和本系列组合“Cleasky”（宫尾美也、岛原埃琳娜）一同登场。

## 脚注
1. 1 2  卡片中名字标记为，注音为「ROCO HANDA」，部分官方宣传印刷品中有标识日文汉字名。[8]
2. 1 2  官方中文曾译为“露可”，但之后改为“Roco”
3. ↑  如在漫画中曾经问过“罐头饮料的果汁是怎样装进去的”[14]、或者“小孩子是从哪里来的”的尴尬问题
4. ↑  设定生日和节奏游戏开始运营日期相同